# Chaerophyllum procumbens
Chaerophyllum procumbens är en flockblommig växtart som först beskrevs av Carl von Linné, och fick sitt nu gällande namn av Heinrich Johann Nepomuk von Crantz. Chaerophyllum procumbens ingår i släktet rotkörvlar, och familjen flockblommiga växter. Inga underarter finns listade i Catalogue of Life.

## Bildgalleri

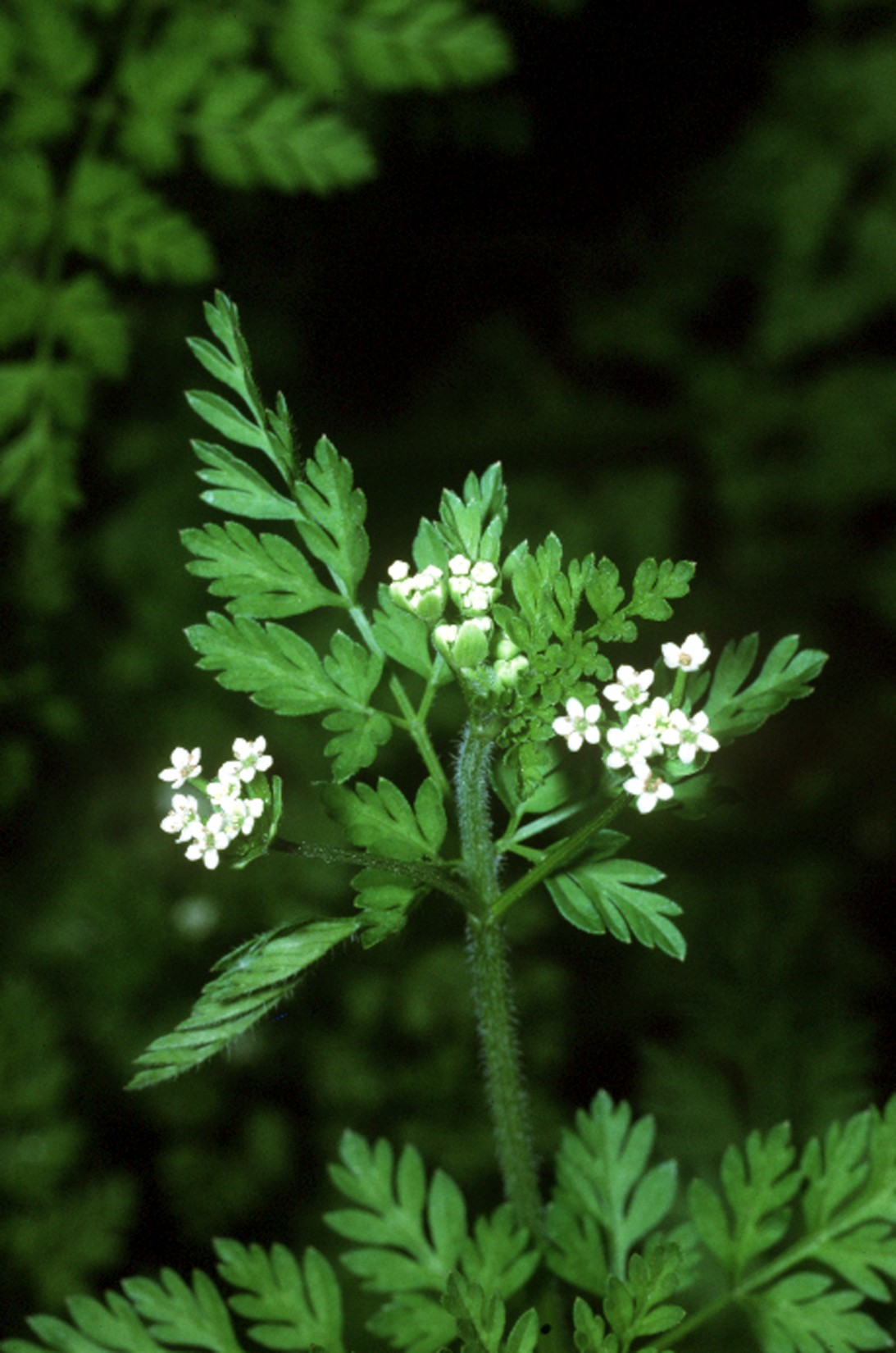